# Xalet del Moro
El Xalet del Moro era un edifici d'estil neoàrab situat al Passatge de la Pau, 3 de Barcelona i actualment desaparegut.

## Història i descripció
Projectat el 1873 pel mestre d'obres Jaume Brossa i Mascaró per encàrrec de Josepa Alegre i Aymerich, i reformat el 1898 per Josep Graner i Prat, en els seus orígens era una casa de banys anomenada Baños de Tras-Correo. L'interior estava luxosament decorat i tenia banyeres sumptuoses. Segons un anunci, l'establiment oferia: 
| « | baños de vapor, baños rusos, duchas de vapor y chorros ya secos, húmedos, aromáticos, balsámicos, hementinados, etc. etc.; á todas temperaturas y presiones; remedios utilísimos para los enfermos de catarros crónicos, reuma, gota, parálisis parciales, enfermedades cutáneas y demás por inveteradas que sean. Servicio compuesto de baños medicinales, artificiales de la clase que prescriben los señores médicos, preparados á base cualitativa y cuantitativa de sus manantiales. Servicio hidroterápico completo. | » |

Després de la Primera Guerra Mundial esdevingué un prostíbul, batejat amb el nom de «Xalet del Moro». L'elegant local oferia els seus serveis en un ambient exòtic, amb músics que tocaven melodies orientals i dones abillades a l'estil de Bagdad. Un cop abolida oficialment la prostitució el 1956, el Xalet fou clausurat i es convertí en pensió.
Finalment, l'edifici fou enderrocat pel Pla Especial d'Enllaç de la Rambla amb el carrer Rull (1991), redactat per l'arquitecte Ferran Sagarra Trias i que hi preveia la construcció d'un bloc d'habitatges de promoció pública.